# Zobel (Wappentier)

Wappen des Oblasts Tjumen

Zobel hat in der Heraldik  verschiedene Bedeutungen: Einmal ist der Zobel (Martes zibellina) aus der Gattung der Echten Marder ein Wappentier, zum anderen wird die Bezeichnung Zobel zur Farbe Schwarz, wie sie von den Minnesängern für diese Tinktur verwendet wurde und letztlich eine Bezeichnung für ein Pelz- oder Rauchwerk vom Tier.
Im frühen Mittelalter wurden die Pelze des Zobels noch auf den Schild als Zierde befestigt. Diese Form ist in der Heraldik stilisiert ins Wappen gekommen und ist der Plumeté in schwarz recht ähnlich. Der Rückenpelz ist schwarz bis dunkelbraun und wird auch als Grauwerk bezeichnet.
Das Wappentier Zobel wird vorrangig im Wappen schwarz dargestellt und ist wenig stilisiert dem natürlichen Tier recht ähnlich. Nur selten ist das Tier im Wappen zu finden. Es ist nicht immer eindeutig im Schild bestimmbar. Die Wappenbeschreibung ist maßgebend. In der Darstellung ist das Wappentier laufend oder aufgerichtet möglich, die Blickrichtung ist nach heraldisch rechts Standard. Im großen russischen Wappen sind zwei schwarze Zobel aufgerichtet eine goldene Palisadenkrone hochhaltend für das Großfürstentum Sibirien im linken Wappenring. Das fränkische Rittergeschlecht Zobel hat seinen Namen nicht zum redenden Wappen genutzt.